# Xã Greensburg, Quận Putnam, Ohio
Xã Greensburg (tiếng Anh: Greensburg Township) là một xã thuộc quận Putnam, tiểu bang Ohio, Hoa Kỳ. Năm 2010, dân số của xã này là 1.397 người.